# Tockus alboterminatus
Tockus alboterminatus là một loài chim trong họ Bucerotidae.